# Pathé Amersfoort
Pathé Amersfoort is een multiplex-bioscoop aan het Eemplein in de Nederlandse stad Amersfoort. 
De bouw van de bioscoop maakte deel uit van de inrichting van het Eemcentrum die plaatsvond tussen grofweg 2008 tot 2013. De gemeente Amersfoort wilde daar een culturele wijk met ontspanningsmogelijkheden, winkels en woningen. Het van oorsprong Britse architectenbureau Bolles+Wilson richtte de buurt in en schakelde architect Kees Rijnboutt in voor het ontwerp van de bioscoop in een omgeving naar ontwerp van landschapsarchitectenbureau Sant en Co. Op 15 december 2010 werd onder leiding van burgemeester Lucas Bolsius het startsein tot bouw gegeven. Het gebouw valt op door een combinatie van scherpe, rechte en stompe hoeken in één opzet. Samen met een woon/winkelcentrum van de hand van Mecanoo vormt het de toegang tot het Eemplein.  
Bioscoopketen Pathé Nederland, onderdeel van Les Cinémas Gaumont Pathé, opende hier op 31 oktober 2012 haar bioscoop, waarna op 6 november 2012 de officiële opening plaatsvond.  De bioscoop bevat acht zalen waarvan de grootste zaal 421 zitplaatsen heeft. Voor de inrichting van de bioscoop zijn de kleuren paars, rood en bruin gebruikt die ook te vinden zijn bij de meeste overige Pathé-bioscopen.  In 2019 werd een van de zalen voorzien van een ScreenX (270 graden weergave).
Amersfoort · Amsterdam (Arena · City · De Munt · Noord · Tuschinski) · Arnhem · Breda · Delft · Den Haag (Buitenhof · Scheveningen · Spuimarkt · Ypenburg) · Ede · Eindhoven · Groningen · Haarlem · Helmond · Leeuwarden · Maastricht · Nijmegen · Rotterdam (De Kuip · Schouwburgplein) · Schiedam · Tilburg (Centrum · Stappegoor) · Utrecht (Rembrandt · Leidsche Rijn) · Zaandam · Zwolle